# Campionati italiani di taekwondo del 2017
I Campionati italiani di taekwondo del 2017 sono stati organizzati dalla Federazione Italiana Taekwondo e si sono svolti all'interno del PalaFlorio di Bari in Puglia, in data 6-7 maggio 2017.
L'evento, riservato alle cinture nere senior, ha assegnato medaglie in otto categorie di peso diverse sia agli uomini che alle donne.
Si è trattata della quarantottesima edizione dei campionati.

## Podi

### Uomini
| Categoria               | Oro                                      | Argento                               | Bronzo                                                                         |
| fino a 54 kg (dettagli) | Vito Dell'Aquila (New Marzial Mesagne)   | Simone Caliri (Tiger’s Den)           | Davide Ditta Esercito Teodoro Ravone (Tkd Gold Team)                           |
| fino a 58 kg (dettagli) | Domenico Gemma Esercito                  | Saverio Brutto Vigili del Fuoco       | Angelo Adda (Asd Canguro) Antonio Flecca (Fiamme Rosse)                        |
| fino a 63 kg (dettagli) | Marteen Di Pietro (Dragon Fighter Tkd)   | Marcello Porcaro (Asd Canguro)        | Pasquale Giglio (Asd Canguro) Gabriele Crisafulli Fiamme Oro                   |
| fino a 68 kg (dettagli) | Luciano Bonaccorso (Tkd Sport Center)    | Gianmarco Moschin (Città di Piave)    | Mariano Bucolo (Tiger’s Den) Pasquale Di Micco (Tkd Caserta Hwa Rang kwan)     |
| fino a 74 kg (dettagli) | Attilio Fabio Ventola (Tkd Gold Team)    | Stefano Di Venanzio (Fighter Tkd Adv) | Antonio Nisticò (Tkd Gym Club 2) Domenico Lo Galbo (Champions Tkd Lo Iacono)   |
| fino a 80 kg (dettagli) | Davide Evangelisti (Tkd Regis Bologna)   | Ivan Scala (Team La Pietra)           | Domenico Scavelli (Centro Tkd Pisa) Fabio Sottile Fiamme Oro                   |
| fino a 87 kg (dettagli) | Matteo Milani (Tkd Brunetti Cus Bergamo) | Albert Mulone (Tkd 2000)              | Bruno Natale (Gymnagar Futura) Daniele Abbafati (FITA)                         |
| Oltre 87 kg (dettagli)  | Marcello Massafra (Tkd Martina Franca)   | Vito Luiso (Tkd Fisic Center)         | Erminio Pilunni (Accademia del Tkd) Danilo Lo Iacono (Champions Tkd Lo Iacono) |

### Donne
| Categoria               | Oro                                         | Argento                                    | Bronzo                                                                           |
| fino a 46 kg (dettagli) | Martina Corelli (Polisportiva Voltana)      | Roberta Paccariè (Aesse Tkd Academy)       | Elvira Costantini (Squadra Mediterranea) Alessia Chimera (Il Drago e La Tigre)   |
| fino a 49 kg (dettagli) | Valentina Sandrelli (Sport for You 2)       | Giulia Monteforte (scuola Tkd Genova)      | Sara Giorgianni (Young Club Tkd Catanzaro) Angela Pangallo (Centro Tkd Pezzolla) |
| fino a 53 kg (dettagli) | Serena Napolano (Asd Canguro)               | Francesca Cuomo (Bentis)                   | Vanessa Ciancimino (Real Tkd Milano) Letizia Di Blasio (Tricolore)               |
| fino a 57 kg (dettagli) | Licia Martignani Esercito                   | Giulia Taschini (Aesse Tkd Academy)        | Marta Barletta (Accademia Tkd Toscana) Chiara D’Arco (Asd Bentis)                |
| fino a 62 kg (dettagli) | Cristina Gaspa Esercito                     | Salima Ismail Hussen (Tkd Team La Pietra)  | Giorgia Guerrini (Tkd Mattei) Nicole Maiorino (Tkd Terracina 1984)               |
| fino a 67 kg (dettagli) | Alessia Marotta (Centro Azzurro 2 Afragola) | Irina Volocaru (Edera Tkd Forlì)           | Angelica Coronese (Tkd Accademia Dorica) Cristiana Rizzelli Esercito             |
| fino a 73 kg (dettagli) | Maristella Smiraglia Carabinieri            | Marina Rizzelli (Olympic Tkd Giannone)     | Irene Marta Ricci (Tkd Viareggio) Roberta Desiderio (Tkd Caserta Hwa Rang Kwan)  |
| Oltre 73 kg (dettagli)  | Laura Giacomini Carabinieri                 | Francesca Pinto (Tkd Club Whang Monteroni) | Chiara Pisa (Tkd Fenice) Eleonora Locci (Aesse Tkd Accademy)                     |

## Medagliere società
| Pos. | Società                   | Oro | Argento | Bronzo |   |
| ---- | ------------------------- | --- | ------- | ------ | - |
| 1    | Esercito                  | 3   | 0       | 2      | 5 |
| 2    | Carabinieri               | 2   | 0       | 0      | 2 |
| 3    | Asd Canguro               | 1   | 1       | 2      | 4 |
| 4    | Tkd Gold Team             | 1   | 0       | 1      | 2 |
| 5    | New Marzial Mesagne       | 1   | 0       | 0      | 1 |
| 5    | Tkd Sport Center          | 1   | 0       | 0      | 1 |
| 5    | Tkd Regis Bologna         | 1   | 0       | 0      | 1 |
| 5    | Dragon Fighter Tkd        | 1   | 0       | 0      | 1 |
| 5    | Tkd Brunetti Cus Bergamo  | 1   | 0       | 0      | 1 |
| 5    | Tkd Martina Franca        | 1   | 0       | 0      | 1 |
| 5    | Polisportiva Voltana      | 1   | 0       | 0      | 1 |
| 5    | Sport for You 2           | 1   | 0       | 0      | 1 |
| 5    | Centro Azzurro 2 Afragola | 1   | 0       | 0      | 1 |
| 6    | Aesse Tkd Academy         | 0   | 2       | 0      | 2 |
| 7    | Tiger’s Den               | 0   | 1       | 1      | 2 |
| 8    | scuola Tkd Genova         | 0   | 1       | 0      | 1 |
| 8    | Tkd Fisic Center          | 0   | 1       | 0      | 1 |
| 8    | Tkd 2000                  | 0   | 1       | 0      | 1 |
| 8    | Vigili del Fuoco          | 0   | 1       | 0      | 1 |
| 8    | Bentis                    | 0   | 1       | 0      | 1 |
| 8    | Fighter Tkd Adv           | 0   | 1       | 0      | 1 |
| 8    | Edera Tkd Forlì           | 0   | 1       | 0      | 1 |
| 8    | Città di Piave            | 0   | 1       | 0      | 1 |
| 8    | Olympic Tkd Giannone      | 0   | 1       | 0      | 1 |
| 8    | Team La Pietra            | 0   | 1       | 0      | 1 |
| 8    | Tkd Team La Pietra        | 0   | 1       | 0      | 1 |
| 8    | Tkd Club Whang Monteroni  | 0   | 1       | 0      | 1 |
| 9    | Fiamme Oro                | 0   | 0       | 2      | 2 |
| 9    | Champions Tkd Lo Iacono   | 0   | 0       | 2      | 2 |
| 9    | Tkd Caserta Hwa Rang kwan | 0   | 0       | 2      | 2 |
| 10   | Asd Bentis                | 0   | 0       | 1      | 1 |
| 10   | Gymnagar Futura           | 0   | 0       | 1      | 1 |
| 10   | Tkd Terracina 1984        | 0   | 0       | 1      | 1 |
| 10   | Centro Tkd Pezzolla       | 0   | 0       | 1      | 1 |
| 10   | Real Tkd Milano           | 0   | 0       | 1      | 1 |
| 10   | Young Club Tkd Catanzaro  | 0   | 0       | 1      | 1 |
| 10   | Tkd Mattei                | 0   | 0       | 1      | 1 |
| 10   | Il Drago e La Tigre       | 0   | 0       | 1      | 1 |
| 10   | Accademia Tkd Toscana     | 0   | 0       | 1      | 1 |
| 10   | Fiamme Rosse              | 0   | 0       | 1      | 1 |
| 10   | Tkd Gym Club 2            | 0   | 0       | 1      | 1 |
| 10   | Centro Tkd Pisa           | 0   | 0       | 1      | 1 |
| 10   | FITA                      | 0   | 0       | 1      | 1 |
| 10   | Accademia del Tkd         | 0   | 0       | 1      | 1 |
| 10   | Squadra Mediterranea      | 0   | 0       | 1      | 1 |
| 10   | Tricolore                 | 0   | 0       | 1      | 1 |
| 10   | Tkd Accademia Dorica      | 0   | 0       | 1      | 1 |
| 10   | Tkd Viareggio             | 0   | 0       | 1      | 1 |
| 10   | Tkd Fenice                | 0   | 0       | 1      | 1 |
| 10   | Aesse Tkd Accademy        | 0   | 0       | 1      | 1 |